# Orthoporus flavior
Orthoporus flavior (Syn.: Orthoporus pontis) ist ein 12 Zentimeter langer Vertreter der Doppelfüßer aus der Ordnung der Spirostreptida.

## Aussehen
Diese Art hat einen länglichen, stark segmentierten Körperbau. Der Kopf und das erste Segment danach sind verdickt. Die Färbung der Tiere reicht von einem sehr dunkeln Braunton bis ins rötliche. Der Kopf ist immer dunkelbraun und besitzt ein Paar Antennen. Ihr Panzer ist durch Kalkeinlagerung verstärkt.

## Verbreitung
Orthoporus flavior kommt in Nordmexiko und dem US-Bundesstaat Texas vor. Er bevorzugt feuchte Wälder.

## Lebensweise
Das Tier lebt unter abgestorbenen Bäumen, Laub oder Steinen. Diese Tiere gehen nur nachts auf Nahrungssuche. Er ernährt sich nur von abgestorbenen Pflanzenresten wie Laub oder Fallobst. Seine Feinde verschreckt er mit einem übelriechenden Sekret, dies hat aber nur bei kleinen Tieren oder manchen Säugern Erfolg, größere Tiere wie Vögel, vor allem Hühnervögel, schreckt dies nicht ab. Zudem rollt er sich zusammen und vertraut auf seinem verstärkten Körperpanzer.

## Fortpflanzung
Das Weibchen baut vor der Ablage der Eier eine Brutkapsel aus Erde und ihren eigenen Ausscheidungen, die es mit Hilfe einer klebrigen Absonderung aus ihrem After zusammenklebt. In diese Kammer mit einem obenliegenden Luftschacht legt es seine Eier hinein.
Danach überdeckt es das Gelege mit Laub. Es findet keine weitere Brutfürsorge statt. Die Jungen haben im Gegensatz zu den Eltern noch wenige Körpersegmente. Nach jeder weiteren Häutung wachsen weitere Segmente und Beine nach.